# Supercoupe de Russie de football 2011
La Supercoupe de Russie de 2011 est la neuvième édition de la Supercoupe de Russie. Ce match de football a lieu le 6 mars 2011 au stade Kouban de Krasnodar, en Russie.
Elle oppose l'équipe du Zénith Saint-Pétersbourg, championne de Russie et vainqueur de la Coupe de Russie en 2010, à celle du CSKA Moscou, deuxième du championnat russe la même saison.
Les règles du match sont les suivantes : la durée de la rencontre est de 90 minutes divisée en deux mi-temps de 45 minutes ; en cas de match nul à l'issue de ce temps réglementaire, deux mi-temps de prolongation d'une durée d'un quart d'heure chacune sont jouées suivi d'une séance de tirs au but si l'égalité persiste à l'issue de la prolongation. Trois remplacements sont autorisés pour chaque équipe.
Après une première mi-temps sans but, le Zénith prend l'avantage à partir de la cinquante-septième minute de jeu par l'intermédiaire d'Alekseï Ionov. Bien que statistiquement dominateur, le CSKA ne parvient pas à refaire son retard et le club pétersbourgeois l'emporte sur le score final d'un but à zéro. Il s'agît de son deuxième sacre dans la compétition après celui de 2008.

## Feuille de match
| ·                 |                       |     |
| Titulaires :      |                       |     |
|                   |                       |     |
| 1                 | Viatcheslav Malafeïev |     |
| 2                 | Aleksandr Anioukov    |     |
| 3                 | Bruno Alves           |     |
| 5                 | Nicolas Lombaerts     |     |
| 24                | Aleksandar Luković    |     |
| 10                | Danny                 |     |
| 15                | Roman Chirokov        |     |
| 18                | Konstantine Zyrianov  |     |
| 25                | Sergueï Semak         | 83e |
| 27                | Igor Denisov          |     |
| 8                 | Danko Lazović         | 55e |
|                   |                       |     |
| Remplaçants :     |                       |     |
| 57                | Alekseï Ionov         | 55e |
| 23                | Szabolcs Huszti       | 83e |
|                   |                       |     |
| Entraîneur :      |                       |     |
| Luciano Spalletti |                       |     |

| ·               |                      |     |
| Titulaires :    |                      |     |
|                 |                      |     |
| 35              | Igor Akinfeïev       |     |
| 4               | Sergueï Ignachevitch |     |
| 14              | Kirill Nababkine     |     |
| 24              | Vassili Bérézoutski  |     |
| 42              | Georgi Schennikov    |     |
| 7               | Keisuke Honda        |     |
| 10              | Alan Dzagoev         | 80e |
| 17              | Pavel Mamaev         |     |
| 22              | Ievgueni Aldonine    |     |
| 8               | Seydou Doumbia       |     |
| 9               | Vágner Love          |     |
|                 |                      |     |
| Remplaçants :   |                      |     |
| 89              | Tomáš Necid          | 80e |
|                 |                      |     |
| Entraîneur :    |                      |     |
| Leonid Sloutski |                      |     |

| ·                 |                       |     |
| Titulaires :      |                       |     |
|                   |                       |     |
| 1                 | Viatcheslav Malafeïev |     |
| 2                 | Aleksandr Anioukov    |     |
| 3                 | Bruno Alves           |     |
| 5                 | Nicolas Lombaerts     |     |
| 24                | Aleksandar Luković    |     |
| 10                | Danny                 |     |
| 15                | Roman Chirokov        |     |
| 18                | Konstantine Zyrianov  |     |
| 25                | Sergueï Semak         | 83e |
| 27                | Igor Denisov          |     |
| 8                 | Danko Lazović         | 55e |
|                   |                       |     |
| Remplaçants :     |                       |     |
| 57                | Alekseï Ionov         | 55e |
| 23                | Szabolcs Huszti       | 83e |
|                   |                       |     |
| Entraîneur :      |                       |     |
| Luciano Spalletti |                       |     |

| ·               |                      |     |
| Titulaires :    |                      |     |
|                 |                      |     |
| 35              | Igor Akinfeïev       |     |
| 4               | Sergueï Ignachevitch |     |
| 14              | Kirill Nababkine     |     |
| 24              | Vassili Bérézoutski  |     |
| 42              | Georgi Schennikov    |     |
| 7               | Keisuke Honda        |     |
| 10              | Alan Dzagoev         | 80e |
| 17              | Pavel Mamaev         |     |
| 22              | Ievgueni Aldonine    |     |
| 8               | Seydou Doumbia       |     |
| 9               | Vágner Love          |     |
|                 |                      |     |
| Remplaçants :   |                      |     |
| 89              | Tomáš Necid          | 80e |
|                 |                      |     |
| Entraîneur :    |                      |     |
| Leonid Sloutski |                      |     |

### Statistiques
| Statistique    | Zénith | CSKA |
| -------------- | ------ | ---- |
| Buts marqués   | 1      | 0    |
| Tirs           | 8      | 19   |
| Tirs cadrés    | 2      | 9    |
| Corners        | 6      | 7    |
| Fautes         | 9      | 8    |
| Hors-jeux      | 5      | 1    |
| Cartons jaunes | 2      | 2    |
| Cartons rouges | 0      | 0    |